# Musée d’Art et d’Histoire Pissarro-Pontoise

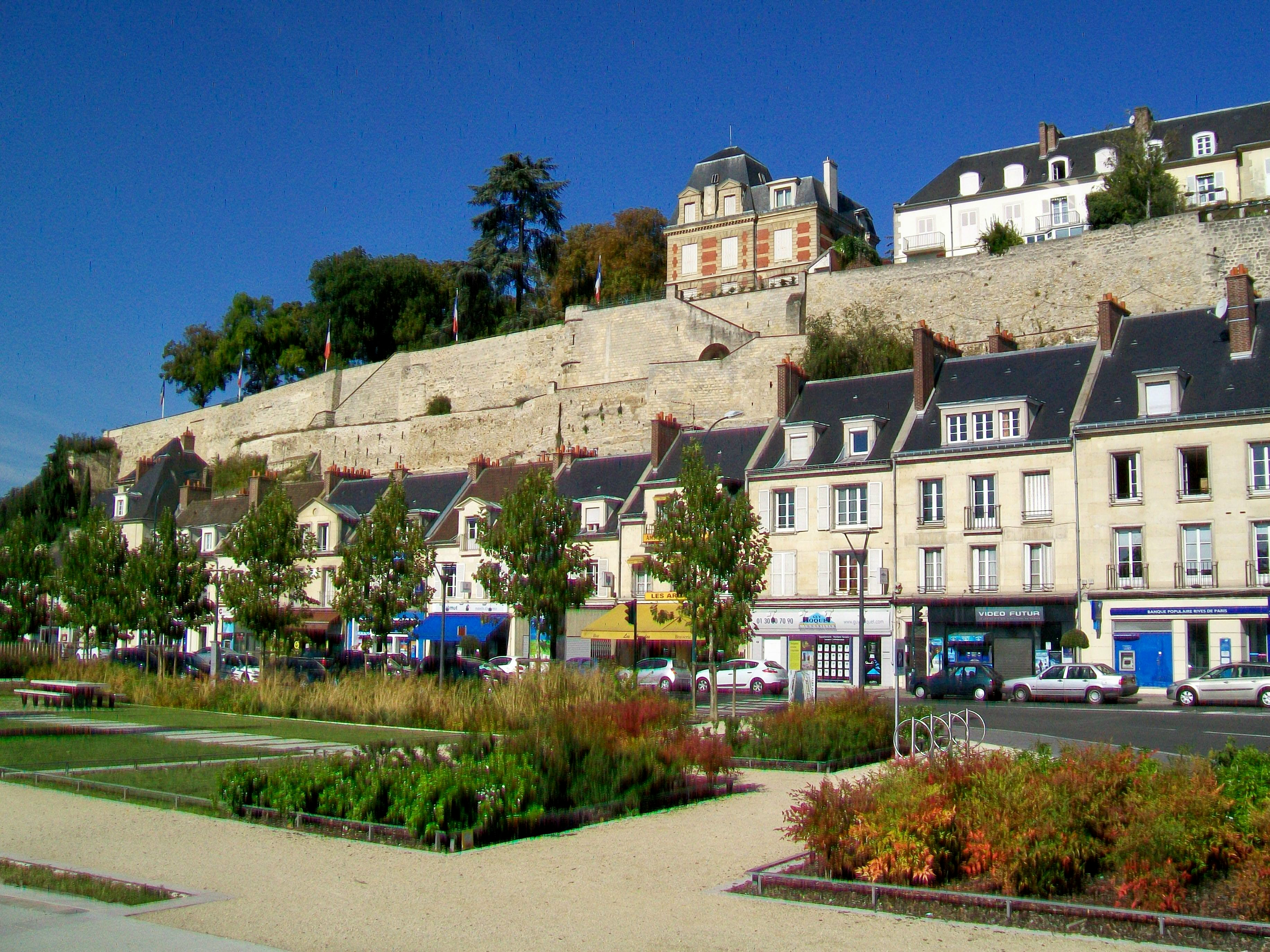
Pontoise: Im roten Ziegelbau auf dem Plateau befindet sich das Musée d’Art et d’Histoire Pissarro-Pontoise

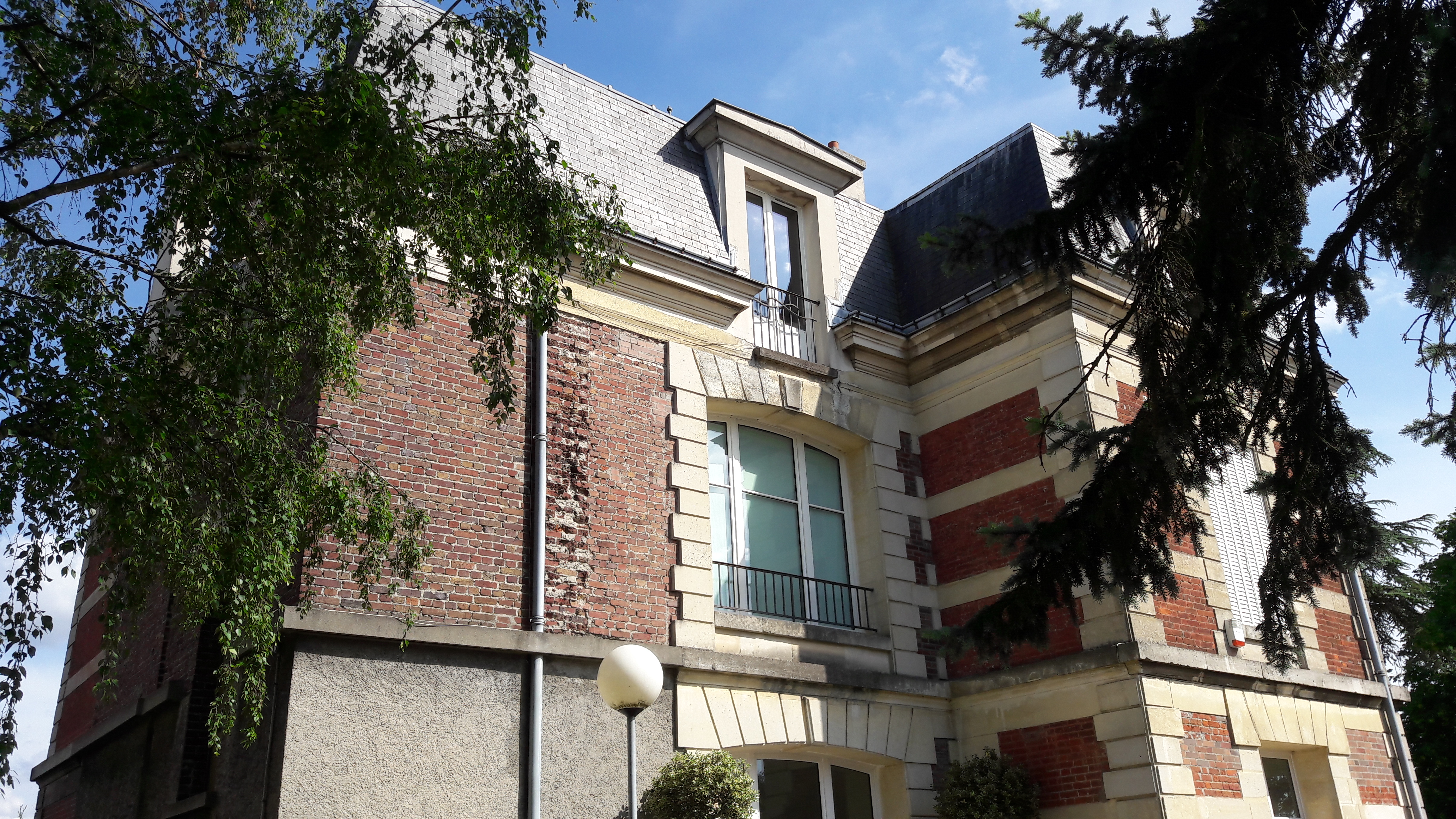
Musée d’Art et d’Histoire Pissarro-Pontoise

Das Musée d’Art et d’Histoire Pissarro-Pontoise ist ein städtisches Kunstmuseum in Pontoise. Das 1980 als Musée Camille Pissarro eröffnete Museum ist nach dem französischen Maler Camille Pissarro benannt, der 17 Jahre in Pontoise lebte und den Ort und seine Umgebung wiederholt als Motiv für seine Werke wählte. Zur Sammlung gehören, neben einigen Werken Pissarros und seiner Söhne, Kunstwerke verschiedener anderer Künstler des 19. und des beginnenden 20. Jahrhunderts.

## Geschichte
Camille Pissarro lebte und arbeitete, mit wenigen Unterbrechungen, von 1866 bis 1883 in der Kleinstadt Pontoise. Seit 1975 ist in der Stadt zudem das Archiv der Vereinigung Les amis de Camille Pissarro (Freunde von Camille Pissarro) beheimatet. Zum 150. Geburtstag des Malers im Jahr 1980 beschloss die Gemeinde Pontoise eine Erweiterung des städtischen Kunstmuseums Musée Tavet-Delacour. Hierzu stellte sie eine Villa aus dem späten 19. Jahrhundert zur Verfügung, die am 22. November 1980 zu Ehren des in Pontoise vormals tätigen Künstlers als Musée Camille Pissarro eröffnet wurde. Das Museum befindet sich auf dem Gelände des ehemaligen königlichen Schlosses von Pontoise und beherbergte zunächst die Sammlung mit Werken des 19. Jahrhunderts aus dem Musée Tavet Delacour und das Archiv der Vereinigung Les amis de Camille Pissarro. Darüber hinaus hat das Museum seit seiner Gründung eine eigene Kunstsammlung aufgebaut. Die erhöhte Lage auf einem befestigten Plateau oberhalb des Flusses Oise erlaubt den Besuchern einen guten Blick auf den Ort und die Landschaft, die Pissarro häufig als Motiv für seine Werke wählte. Direktor des Museums ist seit Oktober 2022 Vincent Pruchnicki. Zuvor hatte Christophe Duvivier 40 Jahre das Museum geleitet.

## Sammlung

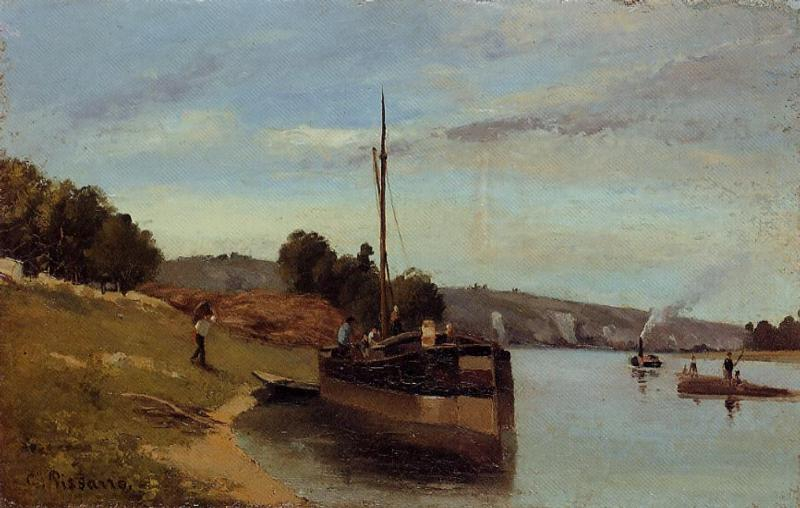
Camille Pissarro: Barges à La Roche-Guyon, 1864

Obwohl das Museum den Namen Camille Pissarro trägt, ist der Bestand an seinen Werken in der Ausstellung gering. Lediglich ein Ölgemälde, Barges à La Roche-Guyon von 1864, ist im Museum zu sehen. Darüber hinaus besitzt das Museum einige seiner Zeichnungen und eine größere Zahl von Druckgrafiken des Künstlers. Hinzu kommen Gemälde seiner ebenfalls als Maler tätigen Söhne Lucien Pissarro, Georges Manzana-Pissarro, Ludovic-Rodo Pissarro und Félix Pissarro.
Die anderen im Museum ausgestellten Gemälde stammen von Künstlern, die wie Camille Pissarro ebenfalls in Pontoise und der Umgebung lebten und arbeiteten. Dazu gehören die französischen Maler Charles-François Daubigny, Armand Guillaumin, Paul Signac, Louis Hayet, Ludovic Piette, Paul Cézanne, Gustave Caillebotte, Norbert Goeneutte und Maximilien Luce. Auch auf internationale Künstler übte die Landschaft an der Oise zum Ende des 19. Jahrhunderts und zu Beginn des 20. Jahrhunderts eine besondere Anziehungskraft aus. Hiervon zeugen Kunstwerke des vor Ort tätigen venezolanischen Malers Emilio Boggio und der aus Spanien stammenden Künstler Luis Jiménez Aranda und Emilio Sánchez Perrier.